# Santa Isabel Fraccionamiento
Santa Isabel Fraccionamiento är en ort i Mexiko.   Den ligger i kommunen Pabellón de Arteaga och delstaten Aguascalientes, i den centrala delen av landet, 400 km nordväst om huvudstaden Mexico City. Santa Isabel Fraccionamiento ligger 1 891 meter över havet och antalet invånare är 1 065.
Terrängen runt Santa Isabel Fraccionamiento är huvudsakligen platt, men västerut är den kuperad. Runt Santa Isabel Fraccionamiento är det ganska tätbefolkat, med 185 invånare per kvadratkilometer. Närmaste större samhälle är Pabellón de Arteaga, 7,3 km norr om Santa Isabel Fraccionamiento. Trakten runt Santa Isabel Fraccionamiento består till största delen av jordbruksmark.